# Dolmen de Caladroer II
El Dolmen de Caladroer II és un dolmen del terme comunal de Bellestar, a la comarca de la Fenolleda, però en el sector del seu territori que correspon a l'antic terme de Caladroer, antigament pertanyent a Millars, a la comarca del Rosselló, de la Catalunya del Nord.
Estava situat a uns metres de l'extrem nord-oest del camp de conreu situat uns 450 metres al nord de la Pedra Dreta.
Fou destruït per treballs agrícoles a començaments del segle XXI.